# Comté de Digby
Pour les articles homonymes, voir Digby.

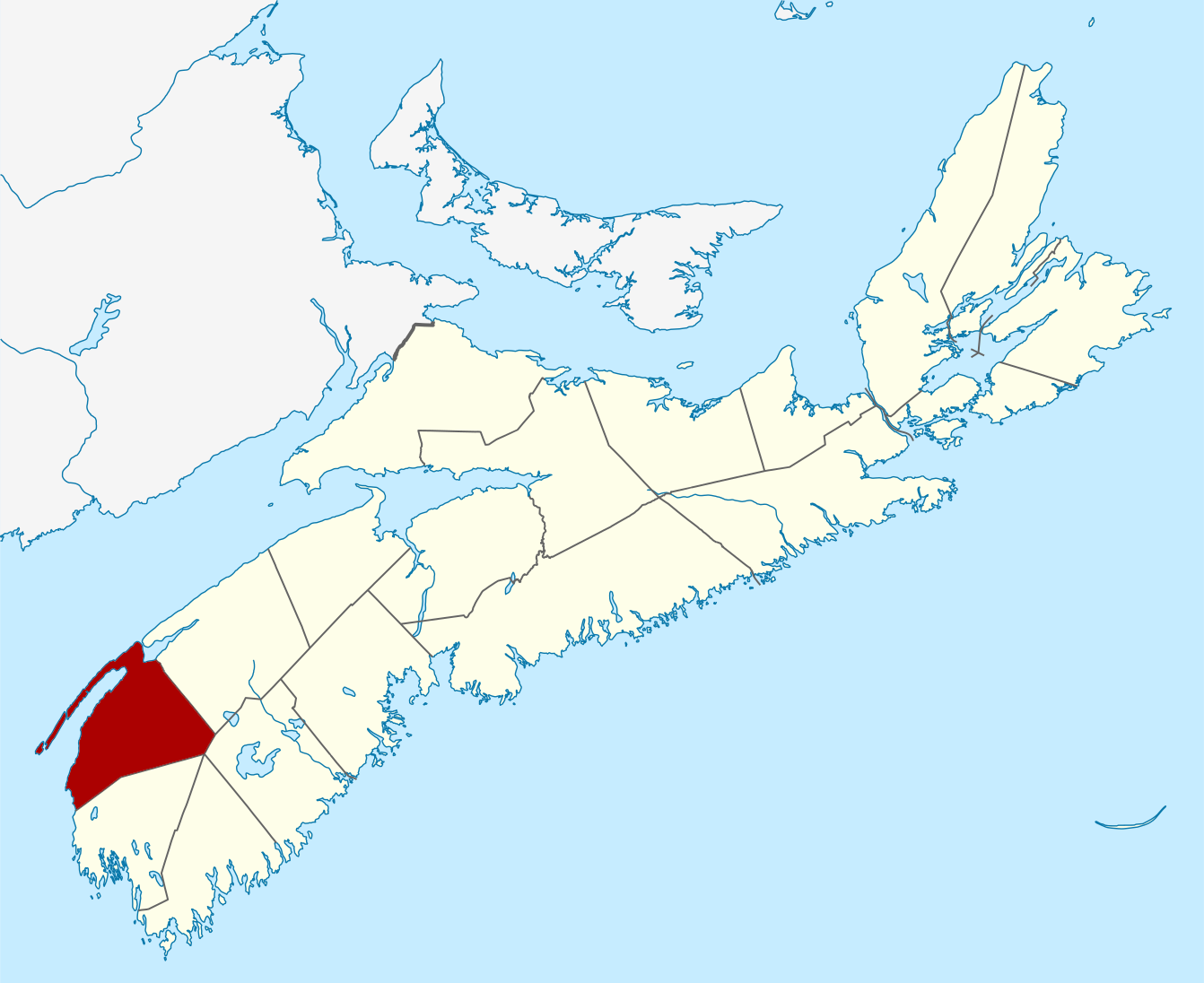
Localisation du comté de Digby

Le comté de Digby est un comté canadien situé dans la province de la Nouvelle-Écosse.
Le comté est divisé en trois municipalités, soit les municipalités de district de Digby, de Clare et la ville de Digby.
On y retrouve aussi une partie de la réserve indienne de Bear River 6.

## Démographie
| 2001  | 2006  | 2011  | 2016  |
| ----- | ----- | ----- | ----- |
| 2 111 | 2 092 | 2 152 | 2 060 |